# کرم ۲۱
کرم ۲۱ (انگلیسی: Creme 21) یک برند مراقبت از پوست آلمانی است که در سال ۱۹۷۶ توسط هنکل تأسیس شد.